# Kukri

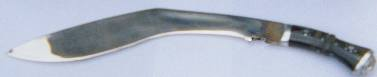
Een kukri

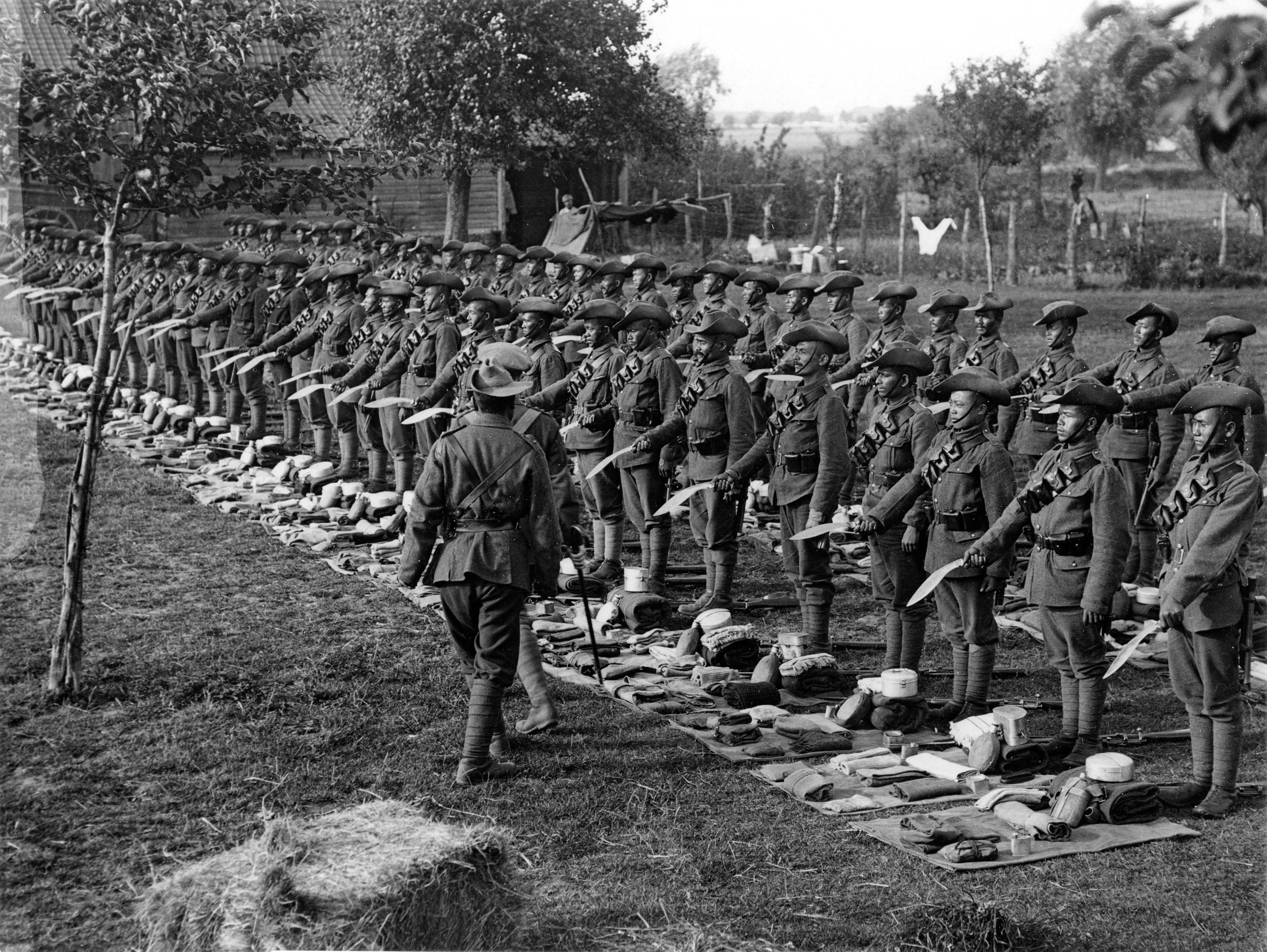
Gurkha's in de Eerste Wereldoorlog presenteren hun kukri voor inspectie

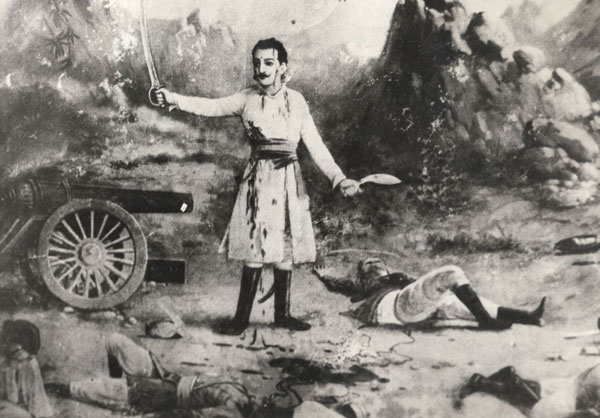
Aanvoerder van de Gurkha's met de kukri in zijn linkerhand

Een kukri is een Nepalees groot kapmes dat gebruikt wordt om hout te kappen en dieren te slachten, maar ook als wapen van de Gurkha. Het lemmet kan in lengte variëren van 10 cm tot meer dan een halve meter. Het handvat kan oorspronkelijk van twee materialen zijn: jakbeen of hout. Voor de toeristenverkoop werd voor het handvat van de kukri op den duur echter ook metaal gebruikt.
Er zijn ook speciale kukri's waarbij het zwaartepunt met zorg aangebracht is, zodat men ze op de nagel kan laten balanceren. De ronding aan de binnenkant is bij deze messen stukken groter.